# Unsicherer Schwangerschaftsabbruch

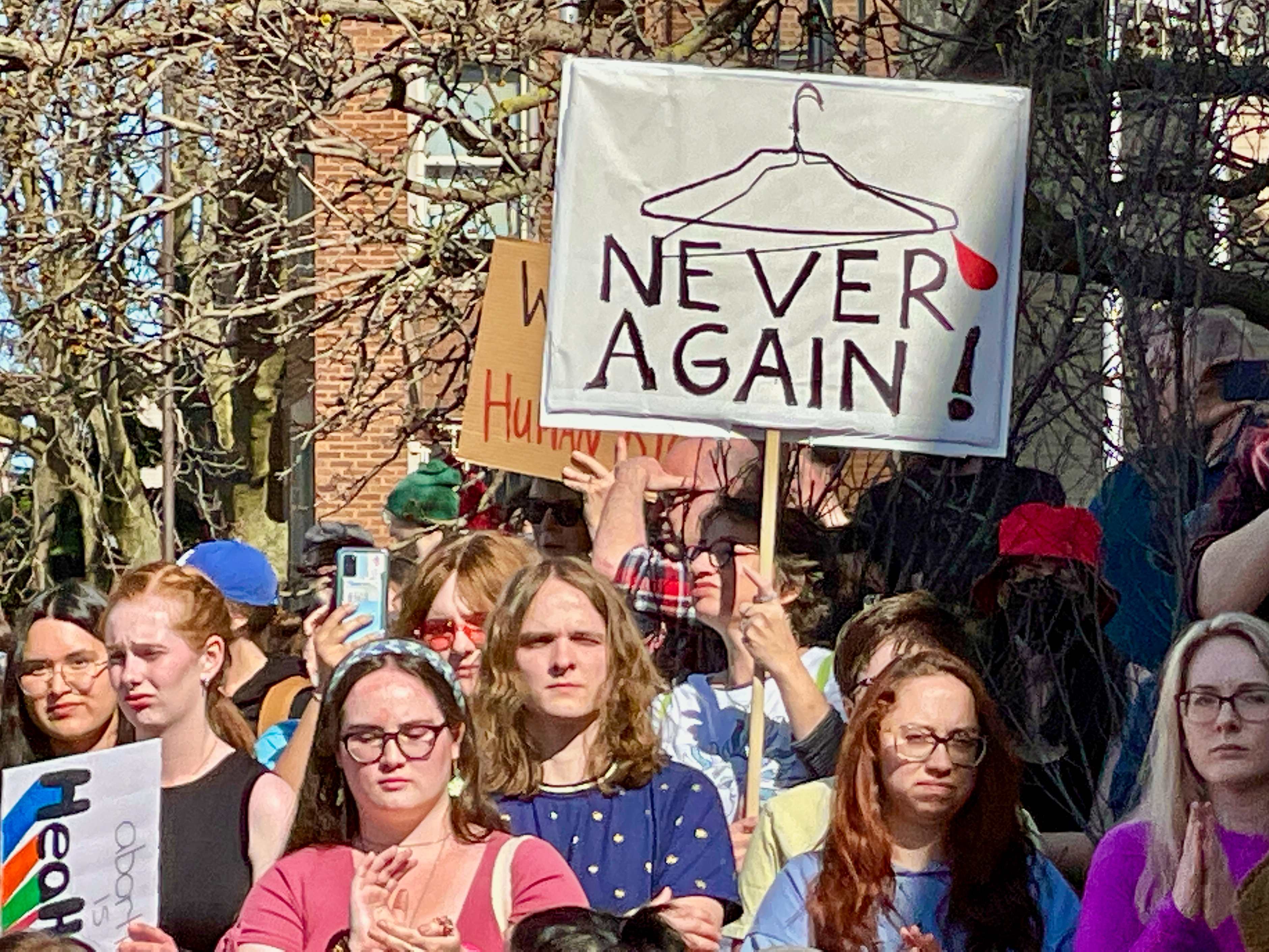
Demonstration für das Recht, einen Schwangerschaftsabbruch durchzuführen, in den Vereinigten Staaten. Diese Demonstration erfolgte kurz bevor der Oberste Gerichtshof der Vereinigten Staaten entschied, dass das Recht auf Schwangerschaftsabbruch sei nicht durch die Verfassung garantiert (Dobbs v. Jackson Women’s Health Organization). Der Kleiderbügel gilt als Symbol für unsichere Schwangerschaftsabbrüche.

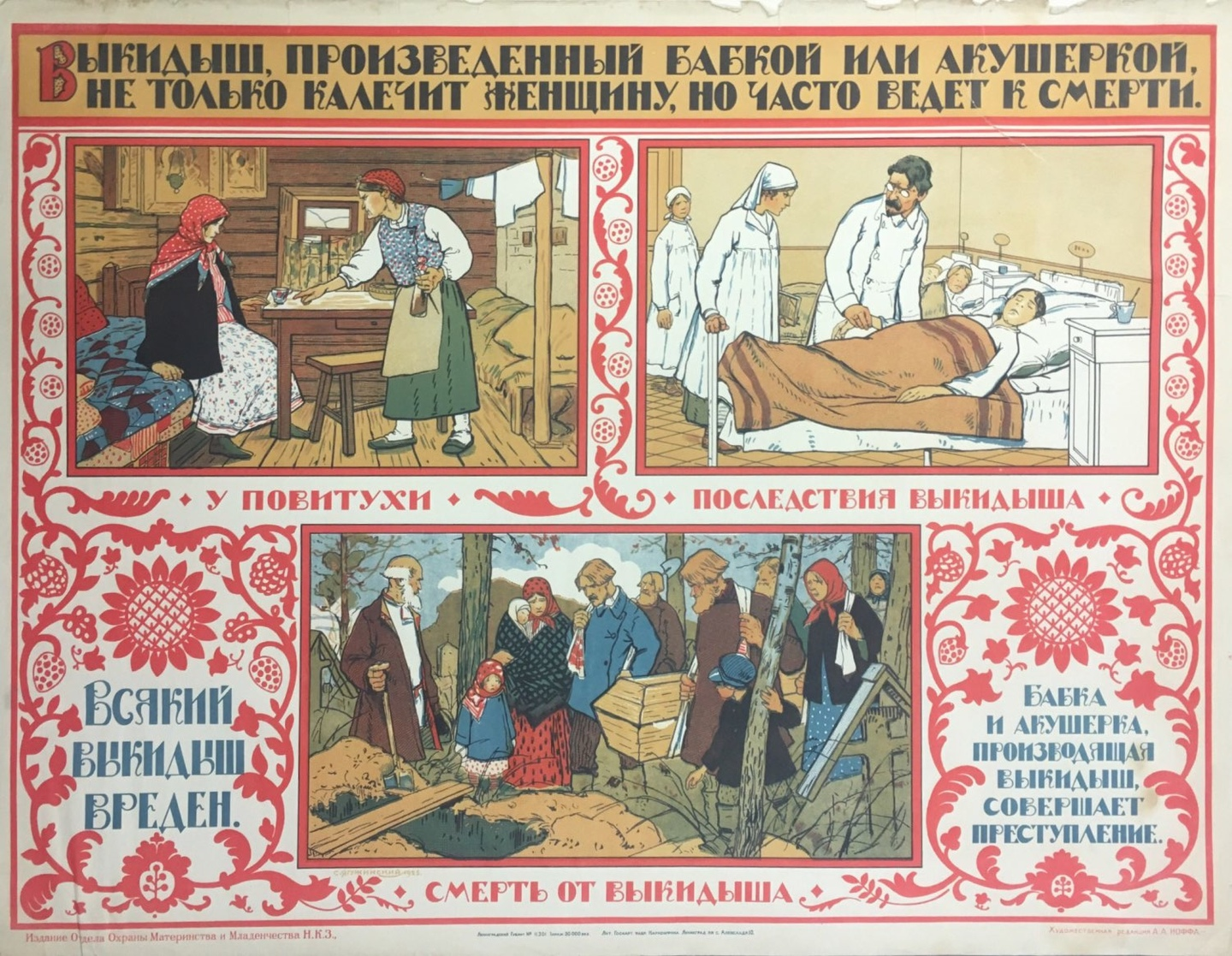
Sowjetisches Plakat, etwa 1925. Übersetzung des Titels: „Ein Schwangerschaftsabbruch, welcher durch eine selbstgeschulte Hebamme oder einen selbstgeschulten Frauenarzt durchgeführt wird, entstellt die Frau und führt auch oft zum Tod“

Ein unsicherer Schwangerschaftsabbruch ist ein Schwangerschaftsabbruch, der von einer Person vorgenommen wird, welche nicht über die dazu erforderliche Ausbildung verfügt, oder welcher an einem Ort vorgenommen wird, der nicht zumindest über die grundlegendsten Standards für Hygiene erfüllt. Um einen sicheren Schwangerschaftsabbruch durchzuführen, sind medizinische Kenntnisse erforderlich. Unsichere Schwangerschaftsabbrüche sind mit erheblichen Risiken für die Mutter verbunden. Viele Frauen sterben oder sie infizieren sich mit Krankheiten. Es werden etwa 25 Millionen solcher Schwangerschaftsabbrüche pro Jahr durchgeführt, die meisten davon in Entwicklungsländern.
Unsichere Schwangerschaftsabbrüche führen jährlich bei etwa sieben Millionen Frauen zu Komplikationen. Sie sind auch eine der führenden Ursachen für den Tod der Frau während der Schwangerschaft; sie sind verantwortlich für 5–13 % der Todesfälle von Frauen während der Schwangerschaft. Die meisten dieser Schwangerschaftsabbrüche finden dort statt, wo moderne Verhütungsmittel nicht verfügbar sind. Viele werden in Entwicklungsländern durchgeführt, wo gut ausgebildete medizinische Fachkräfte oft rar oder deren Dienstleistungen zu teuer sind oder der Schwangerschaftsabbruch unzulässig ist. Territorien mit restriktiveren Gesetzen weisen eine größere Anzahl an Todesfällen oder anderen Komplikationen auf.

## Verfahren
Es gibt mehrere Verfahren, wie ein solcher Schwangerschaftsabbruch durchgeführt wird. Gängige Methoden sind:
- Versuche, die Fruchtblase in der Gebärmutter zu zerstören. Dies kann mit einem spitzen Gegenstand oder Draht erfolgen. Oft werden Kleiderbügel oder Stricknadeln dafür verwendet,[6] oder auch große Federn.[7] Diese Methode ist gefährlich, da sie zu Infektionen führen kann. Oft werden dabei auch innere Organe beschädigt, was zum Tod der Mutter führen kann.[8] Die Gebärmutter wird während der Schwangerschaft weicher und ist einfach zu durchstechen.
- Einführung giftiger Substanzen in die Gebärmutter. Beispiele hierfür sind Chilischoten, Alraune, oder Pflanzengifte. Diese Methode ist gefährlich, da die Mutter einen toxischen Schock erleiden kann.[9]
- Das Herbeiführen eines Schwangerschaftsabbruchs durch entsprechende Medikamente, welche ohne medizinische Überwachung eingenommen werden und oft illegal beschafft wurden. Dies inkludiert Medikamente, welche eine abtreibende Wirkung haben. Risiken beinhalten eine Uterusruptur, unregelmäßiger Herzschlag, Blutdruckprobleme, Anämie, welche eine Bluttransfusion nötig macht, ein Lungenödem, welches zum Tod führen kann, sowie Problem mit den Bronchien bei Frauen mit Asthma.[10]

## Kontroverse
Das Argument der „Abtreibung im Hinterhof“ wurde dazu benutzt, Abtreibungen in den Vereinigten Staaten zu legalisieren. Der Oberste Gerichtshof der Vereinigten Staaten entschied 1973, dass Abtreibungen legalisiert werden sollten. Der Fall ist bekannt als Roe v. Wade. Seitdem ist es ein Argument der Abtreibungsbefürworter. Gerri Santoro starb nach einer solchen Abtreibung aufgrund von Blutverlust. Ihr Foto wurde genutzt, um die Gefahren solcher Schwangerschaftsabbrüche aufzuzeigen. Der US-amerikanischer Gynäkologe Bernard Nathanson, der sich in den 1970er Jahren für die Entkriminalisierung des Schwangerschaftsabbruches einsetzte, jedoch später zum Abtreibungsgegner wurde, sagte, das Argument, viele Frauen würden bei solchen Hinterhof-Schwangerschaftsabbrüchen sterben, sei falsch. Er und seine Kollegen hätten solche Statistiken erstellt, um die Leute glauben zu machen, Schwangerschaftsabbrüche müssten legalisiert werden. Der Oberste Gerichtshof hob 2024 das Recht auf Abtreibung durch Dobbs v. Jackson Women’s Health Organization wieder auf. 